# Multiplicación por duplicación
La multiplicación por duplicación es un antiguo algoritmo de multiplicación. No requiere conocer la tabla de multiplicar, aunque se necesita saber sumar. En el método ruso, se requiere además saber dividir entre 2.
Este método fue empleado con profusión en el Antiguo Egipto y conocido como duplicación y mediación. Hoy en día el método es utilizado por campesinos en países como Rusia. De hecho, en inglés este método se conoce como el "método campesino ruso". Los dos métodos son algo diferentes en la forma pero se llega al mismo resultado.

## Método egipcio
En el Antiguo Egipto, el método utilizado solamente requiere saber sumar:
Si deseamos multiplicar A * B
- En la primera columna se escribe la serie: {\displaystyle f(n)=2^{n}}, partiendo desde {\displaystyle n=0} continuando mientras {\displaystyle 2^{n}<A}. Los primeros números de la serie quedarían de la siguiente manera: 1,2,4, 8...
- En la segunda columna se escribe la serie: {\displaystyle f(n)=2^{n}B}, o bien {\displaystyle f(n)=2f(n-1)}, siendo {\displaystyle f(0)=B}. El resultado es el mismo y obtendremos la siguiente serie:B, 2B, 4B...
- En una tercera columna se marcan las cifras de la primera columna cuya suma resulte igual a A (de mayor a menor)
- El resultado es la suma de las cifras marcadas de la segunda columna.

Ejemplo:41x59

```
            1          59
           ______________
            
1
          
59
   X
            2         118
            4         236
            
8
         
472
   X
           16         944
           
32
        
1888
   X  
           ______________
           
41
        
2419
  
   
   como 
32 + 8 + 1
 = 
41
 (primera columna)
   el resultado será 
1888 + 472 + 59 = 2419
 (segunda columna)
```

## Método ruso
Consiste en:
- Escribir los números (A y B) que se desea multiplicar en la parte superior de sendas columnas.
- Dividir A entre 2, sucesivamente, ignorando el residuo, hasta llegar a la unidad. Escribir los resultados en la columna A.
- Multiplicar B por 2 tantas veces como veces se ha dividido A entre 2. Escribir los resultados sucesivos en la columna B.
- Sumar todos los números de la columna B que estén al lado de un número impar de la columna A. Éste es el resultado.

Ejemplo: 27 × 82
| A               | B    | Sumandos |
| 27              | 82   | 82       |
| 13              | 164  | 164      |
| 6               | 328  |          |
| 3               | 656  | 656      |
| 1               | 1312 | 1312     |
| Resultado: 2214 |      |          |

Este método funciona porque la multiplicación es distributiva, así que:
{\displaystyle {\begin{matrix}82\times 27&=&82\times (1\times 2^{0}+1\times 2^{1}+0\times 2^{2}+1\times 2^{3}+1\times 2^{4})\\\ &=&82\times (1+2+8+16)\\\ &=&(82+164+656+1312)\\\ &=&2214\end{matrix}}}